# Вера Рубин
Вера Рубин (на английски: Vera Cooper Rubin) е американски астроном, известна с трудовете си върху кривите на въртене на галактиките. Нейният magnum opus е откритието, че на голямо разстояние от галактичното ядро, скоростта на въртене на дадена галактика не следва предвижданията на тогава съществуващите теоретични модели.
Стандартният, в съвременната астрономия, модел за обяснението на проблема с кривите на въртене е наличието на тъмна материя. Друга теория, към която Рубин се придържа, е Модифицираната Нютонова гравитация (MOND), която предполага, че законът за всеобщото привличане, в който силата е обратно пропорционална на квадрата на разстоянието, трябва да се замени с нов закон.

## Биография
Родена е на 23 юли 1928 година във Филаделфия, Пенсилвания. Получава бакалавърска степен от Колежа Васар (1948). Кандидатства в Принстън, но молбата ѝ не е разгледана, понеже до 1975 г. жени не могат да се записват в магистърски и докторантски програми в този университет. Приета е в Университета Корнел, където учи при Филип Морисън, Ричард Файнман и Ханс Бете. Защитава магистърска степен през 1951, а през 1954 и докторска, в Джорджтаунския университет. Работи като астроном в Института Карнеги във Вашингтон.
Тя е носител на много почетни докторски титли, включително от Харвард и Йеил. Член е на Националната академия на науките на САЩ и Папската академия на науките.
Умира на 25 декември 2016 година в Принстън, Ню Джърси, на 88-годишна възраст.